# 尹军花
尹军花（1990年8月27日—）出生于河北邢台，中国女子轻量级拳击运动员。她在2016年里约奥运会女子60公斤级拳击比赛决赛中不敌法国选手埃丝特勒·莫瑟利，获得银牌。她也参加了2014年和2018年亚洲运动会，均获得金牌。

## 注解
1. ↑  . 邢台网.   [15 August 2016]. （原始内容存档于2016-10-11）.
2. ↑  . Rio 2016.   [14 August 2016]. （原始内容存档于2016-08-06）.